# Chikkahalli, Magadi
Chikkahalli là một làng thuộc tehsil Magadi, huyện Ramanagara, bang Karnataka, Ấn Độ.